# Dodge M37
Dodge M37 повнопривідна вантажівка малої вантажності у 3/4 т прийшла на заміну вантажівкам  WC-51, WC-52, Dodge WC54 Другої світової війни і післявоєнного періоду. Брала участь у Корейській війні. На базі Dodge M37 випускали автомобіль управління M42, автомобіль телефонного зв'язку V41, амбулаторію M43, вантажівка M152, аеродромна пожежна машина R2, пожежно-рятувальна  MB2, ремонтний автомобіль М56, вантажівка канадська М152, вантажівка з довгою колісною базою M283, вантажівка перевезення перекису водню M506, вантажівка обслуговування радара  AN/MPX-7 V-126.

## Історія
До середини 1950 виготовили 6 прототипів, що опирались на серію WC легких вантажівок Dodge, що походили ще з Другої світової війни. Перший серійний автомобіль зійшов з конвеєра 14 грудня 1950 р. На M37 встановили випробуваний 6-циліндровий мотор з 1930-х років і більшу частину елементів трансмісії. у 1960-х роках через підвищення середньої швидкості військових машин від тривалої роботи на високих обертах проявилась тенденція поломки високих шатунів, трансмісії, призначених для більш повільного перевезення важких вантажів, боєприпасів. Такі поломки стали звичним явищем.
У січні 1951 розпочалося виробництво М37, яких до кінця року випустили приблизно 11.000 машин. До середини 1954 виробили 63.000 машин. У середині 1958 році машину дещо модернізували, отримавши модель M37B1, якої до кінця виробництва виготовили 47.600 машин. Канадських M37CDNs виготовили приблизно 4.500 (1951 - 1955), котрі експлуатувались у ізраїльській та грецькій арміях. Загалом виготовили 115.000 M37S (1951 - 1968). Застаріли машини з поламаними моторами, трансмісією військові масово продавали у 1970-х - 1980-х роках з державних аукціонів. Частину безкоштовно передали цивільним державним організаціям.  Dodge M37 експлуатуються донині у сільських районах.

### Технічні дані Dodge M37

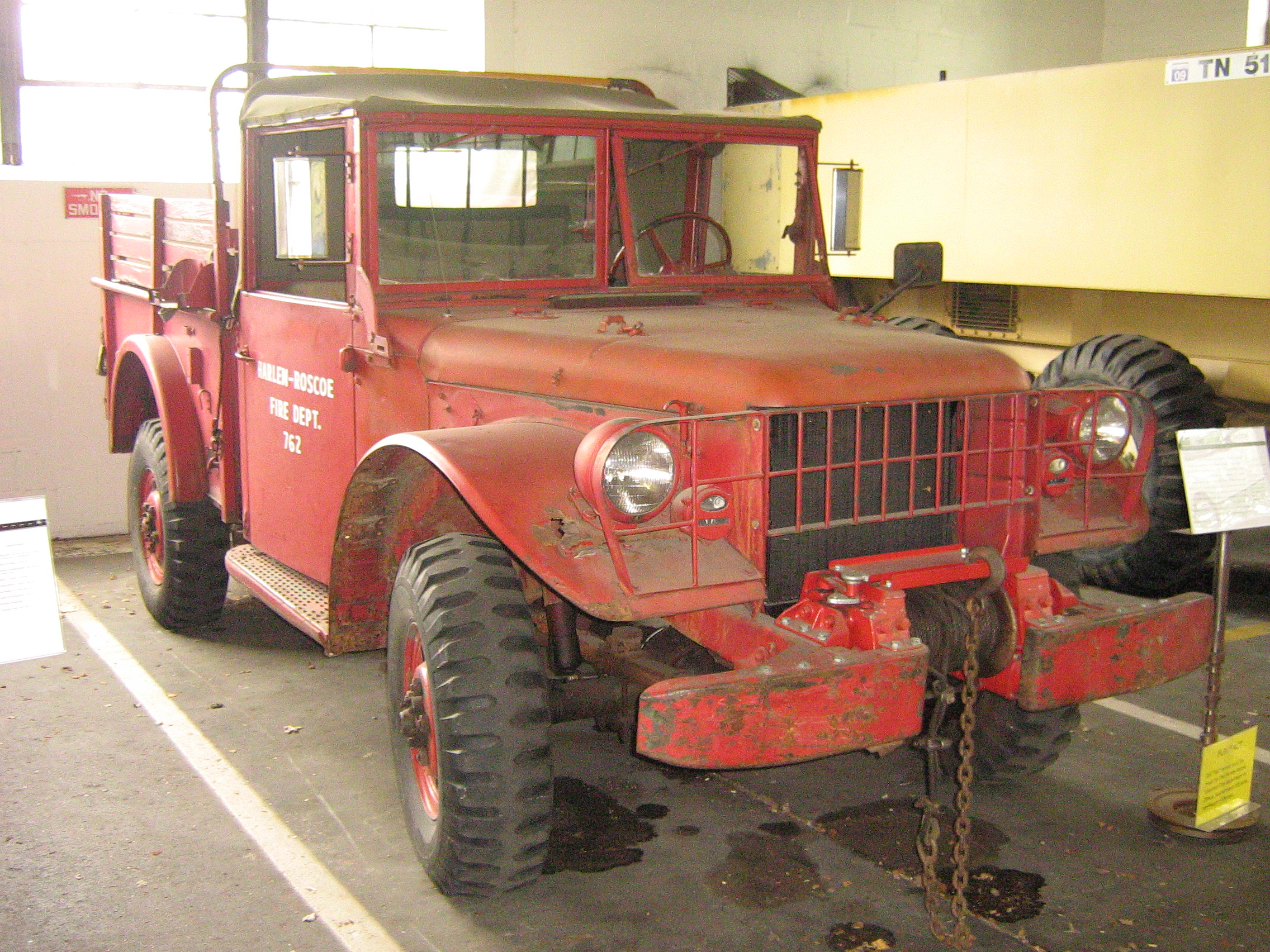
Пожежний M56. Музей Lane Motor

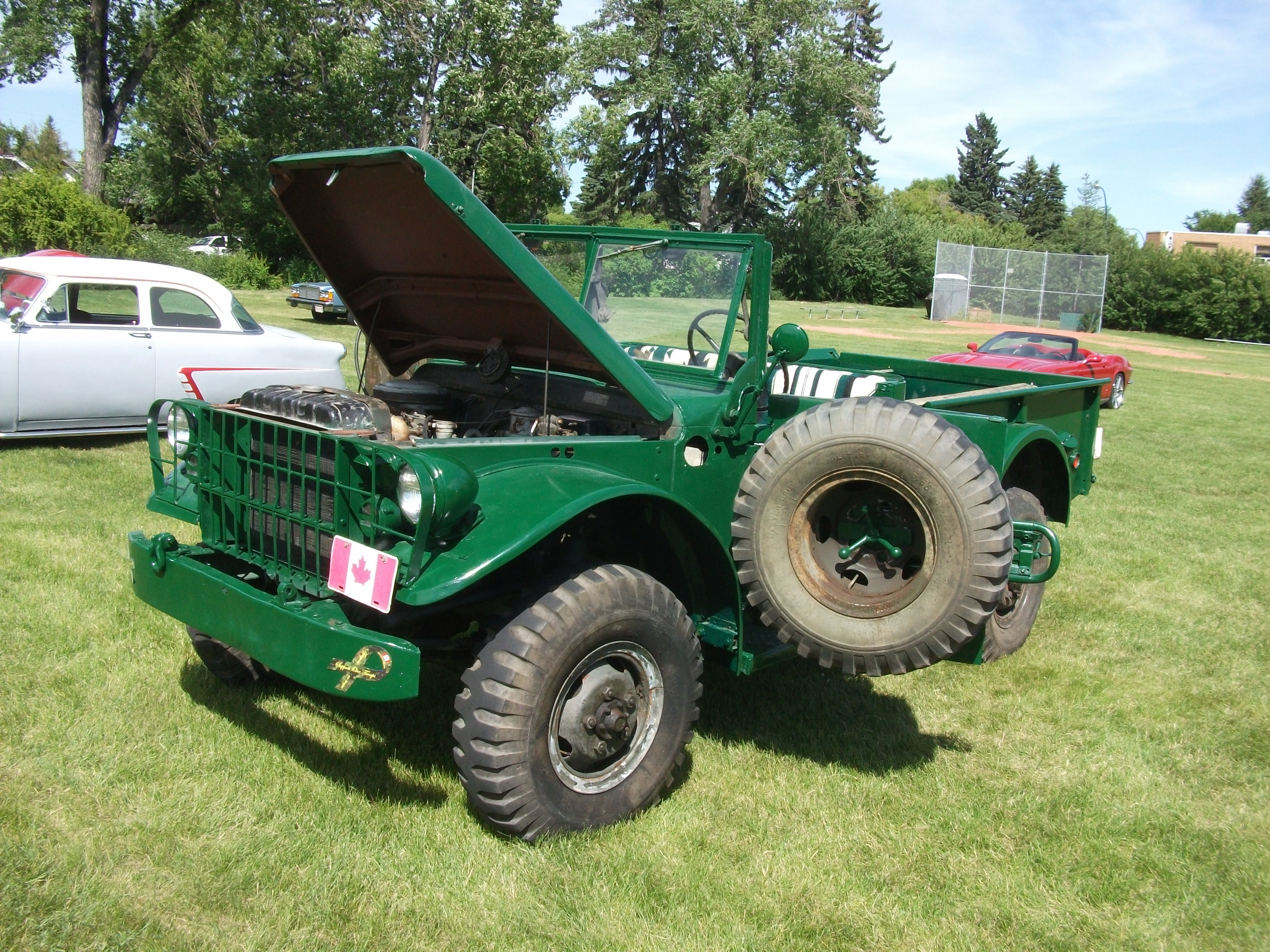
Канадський M37 з 1952. 2011

|                    |                                                                             |
| Розміри            | Параметри                                                                   |
| Роки випуску:      | 1951-1968                                                                   |
| Колісна база:      | M37 2,8 м • командна M42 2,8 м • амбулаторія M43 3,2 м • телефон. V41 3,2 м |
| Маса порожнього    | 2.580 кг                                                                    |
| Мотор              | рядний, 6-циліндровий Dodge T245                                            |
| Потужність мотора: | 78 к.с. при 3200 об/хв.                                                     |
| Об'єм мотора       | 3769 см³ (82.6 × 117 мм)                                                    |
| Трансмісія:        | КП 88950, 4-ступінчаста×задній хід                                          |
| Швидкість:         | 54 миль/год (87 км/год)                                                     |